# Stenodactylus yemenensis
Stenodactylus yemenensis är en ödleart som beskrevs av  Arnold 1980. Stenodactylus yemenensis ingår i släktet Stenodactylus och familjen geckoödlor. Inga underarter finns listade i Catalogue of Life.
Denna ödla förekommer i västra Jemen och i angränsande regioner av Saudiarabien. Den lever i låglandet. Exemplaren vistas på sanddyner och i andra öpnna landskap med glest fördelade palmer. Enligt ett fåtal studier läggs två ägg per tillfälle.
För beståndet är inga hot kända. IUCN kategoriserar arten globalt som livskraftig.